# Frank Rost
Frank Rost (Karl Marx Stadt, República Democrática Alemana, 30 de junio de 1973) es un exfutbolista alemán que jugaba de guardameta.

## Trayectoria
Rost nació en la ciudad de Karl Marx Stadt, Sajonia. Proviene de una familia famosa, pues su padre Peter ganó una medalla de oro en las Olimpiadas de 1980 en handball, y su madre, Christina, ganó medalla de plata en los Juegos Olímpicos de Montreal 1976 y bronces en los de 1980 por el mismo deporte. 
Rost firmó por el club alemán Werder Bremen en 2002, haciendo ese mismo año su debut con la selección de fútbol de Alemania contra la selección de Estados Unidos.
Aparte de Jens Lehmann, Rost es el único portero que marcó goles en un partido abierto, cuando anotó contra el Hansa Rostock el 31 de marzo de 2002. 
Luego de perder su condición de titular en el Schalke 04 a finales de 2006, y por sus discrepancias con la gerencia y el técnico, Rost fue transferido al Hamburgo SV el 5 de enero de 2007.
En febrero de 2012 anunció su retirada tras haber jugado el último año de su carrera en el New York Red Bulls.

## Clubes
| Club               | País           | Año       |
| ------------------ | -------------- | --------- |
| 1. FC Markkleeberg | Alemania       | 1991-1992 |
| Werder Bremen II   | Alemania       | 1992-1995 |
| Werder Bremen      | Alemania       | 1995-2002 |
| Schalke 04         | Alemania       | 2002-2007 |
| Hamburgo SV        | Alemania       | 2007-2011 |
| New York Red Bulls | Estados Unidos | 2011      |

## Palmarés

### Títulos nacionales
| Título                      | Club          | País     | Año  |
| --------------------------- | ------------- | -------- | ---- |
| Copa de Alemania            | Werder Bremen | Alemania | 1999 |
| Copa de la Liga de Alemania | Schalke 04    | Alemania | 2005 |